# أناتولي لوناشارسكي
أناتولي لوناشارسكي (الروسية: Анатолий Васильевич Луначарский) (و. 1875 – 1933 م) هو كاتب مسرحي، وسياسي، وكاتب، ودبلوماسي، وصحفي، وممثل، وفيلسوف، وناقد أدبي من الإمبراطورية الروسية، والاتحاد السوفياتي الروسي الاشتراكي، والاتحاد السوفيتي، ولد في بولتافا، كان عضوًا في بلشفية، وحزب العمال الديمقراطي الاشتراكي الروسي، والحزب الشيوعي السوفيتي، كان عضوًا في الأكاديمية الروسية للعلوم، توفي في منتون، عن عمر يناهز 58 عاماً، بسبب قصور القلب.

## مناصب
تولى منصب مفوضية الشعب للتعليم (حتى سبتمبر 1929)
- عضو الجمعية التأسيسية الروسية
- سفير.

## التعليم
تعلم في جامعة زيورخ.

## وصلات خارجية
- أناتولي لوناشارسكي على موقع IMDb (الإنجليزية)
- أناتولي لوناشارسكي على موقع الموسوعة البريطانية (الإنجليزية)
- أناتولي لوناشارسكي على موقع ديسكوغز (الإنجليزية)
- أناتولي لوناشارسكي على موقع قاعدة بيانات الفيلم (الإنجليزية)

- أناتولي لوناشارسكي في قاعدة بيانات الأفلام على الإنترنت